# RagTime (Software)
RagTime ist eine rahmenorientierte Business-Publishing-Software, welche Textverarbeitung, Tabellenkalkulation, einfache Zeichnungen, Bildverarbeitung sowie Diagrammgrafiken in einer Layout-Umgebung und einem einzigen Dokument/Programm verbindet. Es wird häufig für Formulare, Auswertungen, Dokumentationserstellung und Desktop-Publishing genutzt. Typische Anwender sind Geschäftskunden, Bildungseinrichtungen, Verwaltungen, Architekten sowie private Anwender.

## Komponenten
Die aktuelle Version enthält 400 Funktionen und folgende Module:
- Seitenlayout (Formulare, Vorlagen usw.)
- Textverarbeitung
- Bildverarbeitung
- Tabellenkalkulation (ähnlich Microsoft Excel, zusätzlich erweiterte Funktion bezüglich verwendbarer Zell-Inhalte und Typografie; neben alphanumerischen Eingaben, Bezügen und Formeln können Zellen z. B. auch Bilder, Zeichnungen oder wiederum ganze Tabellen enthalten)
- Formeln und Funktionen (überall verwendbar, in Text, Grafik und Rechenblatt, Bezüge in andere RagTime-Dokumente sind möglich)
- Infografiken in verschiedenen Diagrammarten
- Zeichnungen in Vektorgrafik mit Linien, Polygonen, Bézierkurven und mehr
- Diaschau (zur Bildschirm-Präsentation von RagTime-Dokumenten)
- Audio/Video (Einbindung von Multimedia-Inhalten)
- Knöpfe (Einblendmenüs, Schaltflächen und andere Bedienelemente, die in RagTime-Dokumenten zur interaktiven Steuerung eingesetzt werden können)
- Import/Export anderer Dateiformate[2]
- Unterstützung der unter macOS systemweit verfügbaren Skriptsprache AppleScript

## Arbeitsprinzip
RagTime unterscheidet sich von üblichen „Office“-Softwareanwendungen durch seine strikte Rahmenorientierung, die eher aus Publishing-Programmen bekannt ist: Alle Inhalte befinden sich in Rahmen auf ihren jeweiligen Seiten. Die Inhalte können jeweils eine feste Position in ihren Rahmen haben oder (wenn die Inhalte Texte oder Tabellenkalkulationen sind) in einen anderen Rahmen fließen, der per „Pipeline“ an den ersten angeschlossen ist.
Das Kernstück von RagTime ist das sog. Inventar. Es kann Texte, Bilder, Grafiken, Spreadsheets (in RagTime Rechenblätter genannt) etc. und Layouts enthalten. In einem Layout werden dann sog, Rahmen (Rechtecke und Freiformen) platziert, denen dann beliebige Inhalte aus dem Inventar zugewiesen werden können. Ein Dokument kann dabei mehrere unterschiedliche Layouts enthalten und die enthaltenen Informationen unterschiedlich darbieten.
RagTime kennt keine unterschiedlichen Dokumentarten für unterschiedliche Datentypen; alle Inhalte werden in einem einzigen Dokumententyp gespeichert. So kann ein RagTime-Dokument nicht nur mehrere Seiten, sondern auch mehrere Layouts im gleichen Dokument enthalten, also neben Text und Bildern beispielsweise auch Rechenblätter sowie Tabellenkalkulationen.
Die Dateiendung von RagTime-Dokumenten ist „.rtd“ (RagTime document), für Vorlagen „.rtt“ (RagTime template).

## Erweiterungen
- FileTime – erlaubt unter macOS den Zugriff von RagTime-Dokumenten auf „FileMaker Pro“-Datenbanken
- RagTime Connect – ODBC-Datenbankanbindung für RagTime (Mac und Windows)
- Johannes – Druckerweiterung zur Erstellung gehefteter oder gefalzter Broschüren
- Power-Funktionen – zusätzliche Funktionen zur effektiveren Erstellung intelligenter Dokumente für den Datenaustausch und für den Einsatz in gemischten Mac-Windows-Arbeitsumgebungen
- MetaFormel – SYLK-basierte Erweiterung, die es ermöglicht, Text als Formel rechnen zu lassen

## Geschichte
RagTime wurde seit 1985 – zunächst unter dem Namen MacFrame – für den Macintosh entwickelt und 1986 veröffentlicht. Bei der Veröffentlichung hatte es bereits den heutigen Namen, der in Anlehnung an das damals erhältliche Softwarepaket Jazz von Lotus gewählt wurde.
RagTime erlangte auf dem europäischen Macintosh-Markt rasch eine bedeutende Stellung, die bis heute erhalten geblieben ist, auch wenn der Marktanteil geschrumpft ist. Auf dem amerikanischen Markt konnte sich das Programm trotz mehrerer Versuche nicht durchsetzen.
Nachdem die Herstellerfirma – zuerst Brüning & Everth, später B&E Software, heute RagTime.de Development – sich lange allein auf den Macintosh konzentriert hatte, brachte sie 1999 die Version 5.0 auch für Windows heraus. Das Programm gewann gegen die etablierte Konkurrenz vor allem von Microsoft Office keine große Bedeutung.
Bis Mitte 2006 gab es RagTime neben einer Verkaufsversion auch in einer sogenannten Privatversion, die einen ähnlichen Leistungsumfang (ausgenommen Wörterbücher für Rechtschreibung und Worttrennung) kostenlos bot, aber nicht für kommerzielle Zwecke verwendet werden durfte. RagTime Privat wurde in anderen Sprachen als RagTime Solo vertrieben. In einer Pressemitteilung vom 5. Juli 2006 kündigte RagTime die Einstellung von RagTime Privat an und äußerte sich zu den Gründen folgendermaßen: „Allerdings wurden die Lizenzbedingungen für RagTime Privat auch vielfach fehlinterpretiert oder bewusst missachtet. Deshalb haben wir RagTime Privat eingestellt, von RagTime 6 wird es keine Privat-Version geben.“
Nach einem erfolgreichen Start der Software RagTime 6.0 gingen die Umsätze in der Folgezeit deutlich zurück. Unter den Gesellschaftern gab es Unstimmigkeiten über die Fortführung des Unternehmens, welches im Juli 2007 in Insolvenz ging. Daraufhin wurden die RagTime-Rechte in die neu gegründete Gesellschaft RagTime.de Development GmbH übernommen, die für die Weiterentwicklung zuständig war. Der Vertriebspartner RagTime.de Sales GmbH hat bis Oktober 2015 die RagTime-Produkte vertrieben. Inzwischen liegt der Vertrieb ebenfalls bei der RagTime.de Development GmbH.
RagTime wurde mit der Version 7 umfangreich überarbeitet  Es ist ein komplettes 64-bit-Programm für Mac- und Windows-Rechner. Der „Apple Silicon“-Prozessor wird unterstützt, es gibt einen neuen PDF-Export/-Import, „Dark Mode“-Unterstützung, Rechtschreibprüfung während der Texteingabe, Unterstützung von hochauflösenden Bildschirmen (High DPI unter Windows bzw. „Retina“-Displays auf Mac) sowie eine Vorschau der auswählbaren Schriften.
RagTime erschien im September 2023 in Version 7.0.2 final als reine 64-bit-Version für alle Mac-Betriebssysteme (Intel und ARM), vom neuesten Sequoia (macOS 15) über Sonoma, Ventura, Monterey, Big Sur, Catalina bis zurück zu Sierra (macOS 10.12). Unter Windows kann RagTime 7 von Windows 7 (SP1) bis Windows 11 installiert werden. Alle bisherigen RagTime-Dateien können mit dieser RagTime-Version 7 geöffnet, bearbeitet und neu gespeichert werden. 
| Version       | Erscheinungsdatum | Betriebssystem                      |
| ------------- | ----------------- | ----------------------------------- |
| RagTime 1     | 1986              | System 3.0                          |
| RagTime 2     | 1988              | System 6                            |
| RagTime 3     | 1989              | System 7                            |
| RagTime 4     | 1996              | MacOS 7.5                           |
| RagTime 5     | 1999              | MacOS 9 und Windows                 |
| RagTime 5.6   | 2003              | MacOS 9, OS X und Windows           |
| RagTime 6     | 2006              | OS X (PPC) und Windows              |
| RagTime 6.5   | 2009              | OS X (Intel/PPC) und Windows        |
| RagTime 6.6   | 2015              | OS X (Intel) und Windows            |
| RagTime 7     | 2023              | macOS 14 (Intel/ARM)                |
| RagTime 7.0.4 | 2024              | macOS 15 (Intel/ARM) und Windows 11 |

## Programmierung
RagTime 1–3 sind in Pascal entwickelt worden, die Version 4 wurde komplett neu in C++ entwickelt, was bis heute Bestand hat. Externe Programmierung bzw. Automatisierung kann per AppleScript auf dem Mac und per OLE/COM-API (z. B. Visual Basic) unter Windows realisiert werden.
Auf dem Mac besitzt RagTime eine sehr umfangreiche AppleScript-Bibliothek, womit sich fast alles automatisieren lässt, vom automatischen Erstellen von Dokumenten bis zum Exportieren von PDF-Dokumenten. RagTime unterstützt auch das „Aufzeichnen“ durch den „Apple-Script“ Editor, mit dem sich die interaktive RagTime-Bedienung als AppleScript-Programmablauf aufzeichnen lässt. Apple-Skripte können im RagTime-Dokument gespeichert und per Menü oder Tastenkürzel aufgerufen werden.
Unter Windows gibt es seit RagTime 6 ein OLE/COM-API, womit sich viele RagTime-Komponenten über externe Programmierung automatisieren lassen. Hierfür gibt es eine Typbibliothek, die den verfügbaren RagTime OLE/COM-Objektkatalog installiert. Die Programmierung kann in allen von Microsoft unterstützten Programmiersprachen erfolgen.